# Oberländischer Kanal

Verlauf des Oberländischen Kanals

Der Oberländische Kanal, auch Oberlandkanal, Kanal Elbing-Osterode oder Elbing-Oberländischer Kanal (polnisch Kanał Elbląski) genannt, befindet sich im Oberland der polnischen Woiwodschaft Ermland-Masuren. Er wurde von 1844 bis 1860 unter der Leitung des königlich preußischen Baurats Georg Steenke aus Königsberg (Preußen) erbaut. Mitarbeiter beim Bau des Oberländischen Kanals waren die Ingenieure August Severin und Carl Lentze, der hauptsächlich als Konstrukteur der Weichselbrücke in Dirschau bekannt wurde und später beim Bau des Sueskanals mitwirkte.
Der Oberländische Kanal verbindet mehrere Seen wie den Geserichsee und Städte in Ostpreußen von Iława (deutsch: Deutsch Eylau) über Ostróda (Osterode) bis Elbląg (Elbing) zum Frischen Haff, das seit dem 17. September 2022 über den Kanal durch die Frische Nehrung mit der Ostsee verbunden ist, der rund 100 km lange Umweg, auf dem Wasserweg von Elblag nach Danzig, über das Pillauer Tief war sowohl in der Sowjetzeit als auch durch die Russische Föderation aus politischen Gründen weitgehend gesperrt. Die Länge des Oberländischen Kanals beträgt 129,8 km bis Iława, wobei der Abschnitt Elbląg–Ostróda, mit dem der Kanal zumeist identifiziert wird, 82 km lang ist.
Als Besonderheit und heutige Touristenattraktion gelten die fünf Rollberge, auf denen die Schiffe zur Bewältigung des Höhenunterschieds von 99 Metern auf Schienenwagen über Land transportiert werden. Sie sind als Standseilbahnen ausgelegt, die von Wasserrädern angetrieben werden. Das Kanalsystem gilt als technisches Denkmal und steht unter Denkmalschutz.

## Baugeschichte
Bereits 1789 entstand ein Plan, das ostpreußische Oberland wegen seines reichen Holzvorkommens auf einer kürzeren Schiffsroute mit der Ostseeküste zu verbinden. Der Holztransport auf dem Schiffweg über die Drewenz nach Thorn, über die Weichsel, die Nogat und den Kraffohlkanal zum Frischen Haff dauerte mehr als sechs Monate und war deshalb unrentabel. 1803 stellte der Landesbaurat Eytwelin das Projekt eines Kanals mit der Umgehung von Thorn vor, dessen Bau jedoch nicht realisiert wurde. 1825 wurde das Projekt erneut aufgegriffen und der Bau vom preußischen Landesparlament beschlossen. Zunächst war der Ingenieur Severin aus Marienwerder als Bauleiter vorgesehen, der aber bereits in der Planungsphase scheiterte.

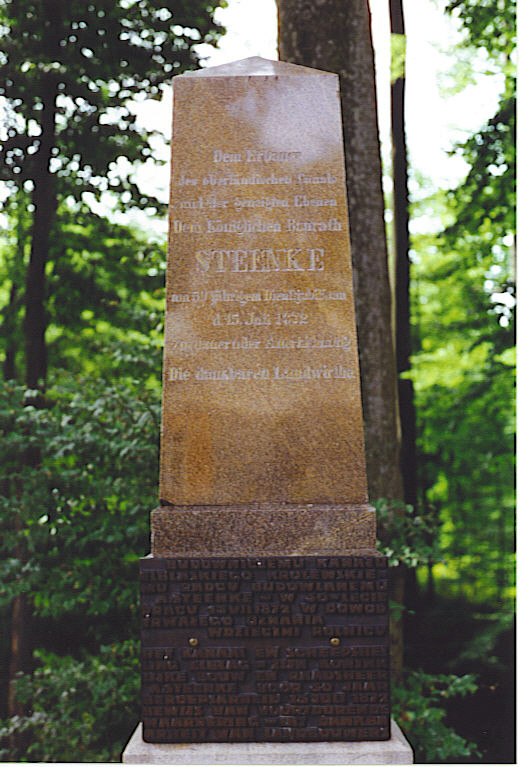
Denkmal für Georg Steenke am Oberländischen Kanal, Inschrift: Dem Erbauer des Oberländischen Canals und der geneigten Ebenen, dem königl. Baurath Steenke, zum fünfzigjährigen Dienstjubiläum, dem 15. Juli 1872, in dauernder Anerkennung. Die dankbaren Landwirthe

1836 begann die konkrete Planung durch Georg Steenke, unter dessen Leitung bereits 1833 der Seckenburger Kanal in der Memelniederung erbaut worden war. Mitarbeiter waren die Ingenieure Severin und Carl Lentze, der hauptsächlich als Konstrukteur der Weichselbrücke in Dirschau bekannt wurde und später beim Bau des Sueskanals mitwirkte. Steenke legte zunächst den Kanalweg fest und erwog erste hydrotechnische Lösungen. In den Bereich der Legende gehört jedoch, dass er dem damaligen preußischen König Friedrich Wilhelm III. schon in diesem Jahr vorschlug, zur Überbrückung des Höhenunterschiedes von fast 100 m auf der 9 km langen Kanalstrecke von Buchwalde (Buczyniec) nach Kussfeld (polnisch: Całuny) eine Schifffahrt über Berge mit geneigten Ebenen einzurichten. Stattdessen hatte Steenke zunächst 20 Kammerschleusen vorgesehen, was jedoch zu kostspielig war und eine effektivere Lösung erforderte. Aus diesem Grund unternahm er verschiedene Reisen, darunter nach Belgien, Holland und Bayern, um die neuesten hydrotechnischen Anlagen zu begutachten.
Nach dem Baubeginn wurden in der Zeit von 1844 bis 1850 bereits fünf Kammerschleusen südlich vom Drausensee fertiggestellt. 1850 machte Steenke eine Reise in die USA, um die hydrotechnischen Anlagen auf dem Morriskanal in New Jersey zu inspizieren, wo außer Kammerschleusen 23 geneigte Ebenen mit Wagen, auf denen die Schiffe transportiert wurden, eingerichtet waren. Steenke hielt diese Lösung für zu wenig effektiv und konstruierte stattdessen mit seinen Mitarbeitern Severin und Lentze Ebenen mit Gipfeln, die die Kammerschleusen unnötig machten und eine technische Innovation bedeuteten. Der Bau der vier geneigten Ebenen in Buchwalde, Kanthen, Schönfeld und Hirschfeld war 1860 abgeschlossen, sodass der Kanal am 31. August 1860 offiziell eingeweiht und befahren werden konnte, trotz des Widerstands von Steenke, der die bisherigen fünf Kammerschleusen im Bereich zwischen Kussfeld und dem Drausensee durch eine weitere geneigte Ebene ersetzen wollte. Erst in der Zeit von 1874 bis 1881 entstand die fünfte geneigte Ebene in Kussfeld, die mit einer moderneren Wasserturbine angetrieben wurde.
In der Zeit von 1921 bis 1931 erfolgte eine Modernisierung des Kanals, indem die Schleusen, Wehre und Sicherheitstore umgebaut wurden und die Holzkonstruktionen in den Schleusen durch Beton ersetzt wurden.

## Die geneigten Ebenen

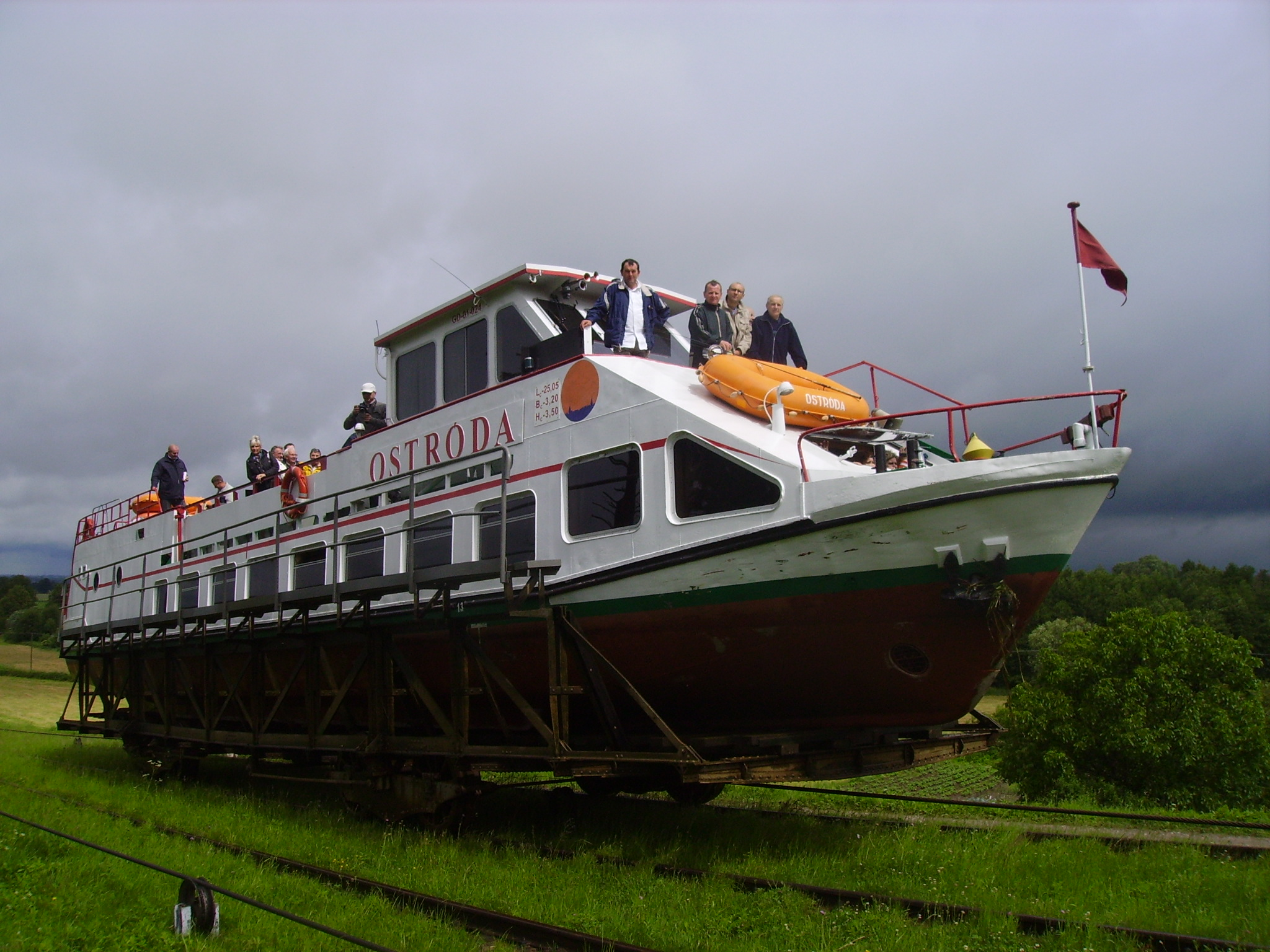
Das Schiff Ostróda mit dem Transportwagen auf der geneigten Ebene

Neben zwei herkömmlichen Abstiegsbauwerken mit Schleusen dienen auf einer Teilstrecke von 9,5 km fünf Rollberge zur Überwindung des Höhenunterschiedes von 99,5 m ü. NN auf 0,3 m ü. NN. Jeder Rollberg ist mit einer Standseilbahn ausgerüstet, welche die Schiffe mit Hilfe von Schienenwagen zum nächsten Kanalabschnitt befördert. Die Standseilbahnen sind jeweils mit einem Maschinenhaus ausgerüstet, in dem die Fördermaschine steht. Der Antrieb der Seiltrommel erfolgt über ein Untersetzungsgetriebe durch ein unterschlächtiges Wasserrad. Der später erbaute Rollberg von Całuny Nowe (Neu-Kussfeld) verfügt über einen elektrischen Antrieb, dessen Energie von einer Wasserturbine geliefert wird.
Um die Schiffsrümpfe beim Ein- und Ausfahren in das Wasser nicht zu stark auf Biegung zu beanspruchen, werden die Förderwagen in diesen Abschnitten trotz der Gleisneigung waagerecht gehalten. Dafür sind die Laufräder mit je zwei Laufflächen ausgerüstet. Bei den bergseitigen Rädern laufen die inneren, bei den talseitigen die äußeren Laufflächen auf den Fahrschienen. Wo die Wagen in die Kanalhaltungen einfahren, sind zusätzliche Hilfsschienen in abweichender Höhe verlegt. Auf diese laufen die jeweils auf der Strecke ungenutzten Radlaufflächen auf. Der Höhenunterschied der Haupt- und Hilfsschienen richtet die Wagen in den Kanalhaltungen waagerecht aus.

### Daten der geneigten Ebenen
- Höhe bezeichnet die zu überwindende Höhendifferenz bis zum folgenden Kanalabschnitt
- Distanz bezeichnet den Kanalabschnitt bis zum Beginn der folgenden geneigten Ebene

| Name                  | Höhe   | Länge | Distanz  | erbaut    | Besonderheit    | Koordinaten             | Abbildung |
| --------------------- | ------ | ----- | -------- | --------- | --------------- | ----------------------- | --------- |
| Buchwalde (Buczyniec) | 21,5 m | 550 m | 2,1 km   | bis 1860  |                 | 53.979317 N 19.618616 O |           |
| Kanthen (Kąty)        | 18,0 m | 450 m | 2,9 km   | bis 1860  |                 | 53.996547 N 19.611803 O |           |
| Schönfeld (Oleśnica)  | 24,5 m | 350 m | 2,2 km   | bis 1860  |                 | 54.019211 N 19.599384 O |           |
| Hirschfeld (Jelenie)  | 22,5 m | 510 m | 2,0 km   | bis 1860  |                 | 54.033879 N 19.581231 O |           |
| Kussfeld (Całuny)     | 13,0 m | 450 m | entfällt | 1874–1881 | Turbinenantrieb | 54.045557 N 19.559918 O |           |

Die Spurweite dieser „Schiffseisenbahn“ wird unterschiedlich mit 3,27 m und 3,14 m angegeben.

### Antriebsanlagen der Rollberge

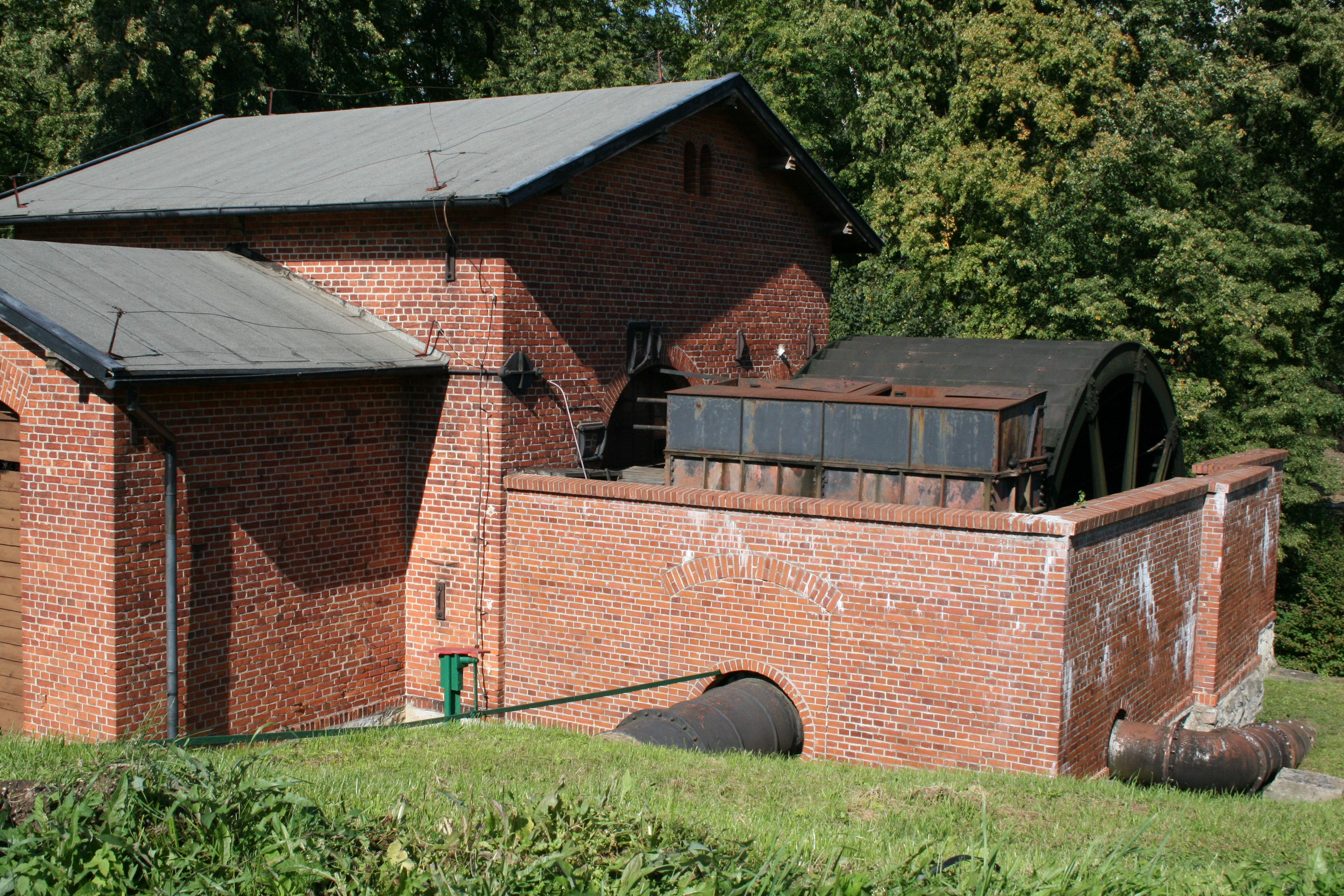
Maschinenhaus in Kąty (Kanthen) mit Wasserrad zum Antrieb der Seiltrommel
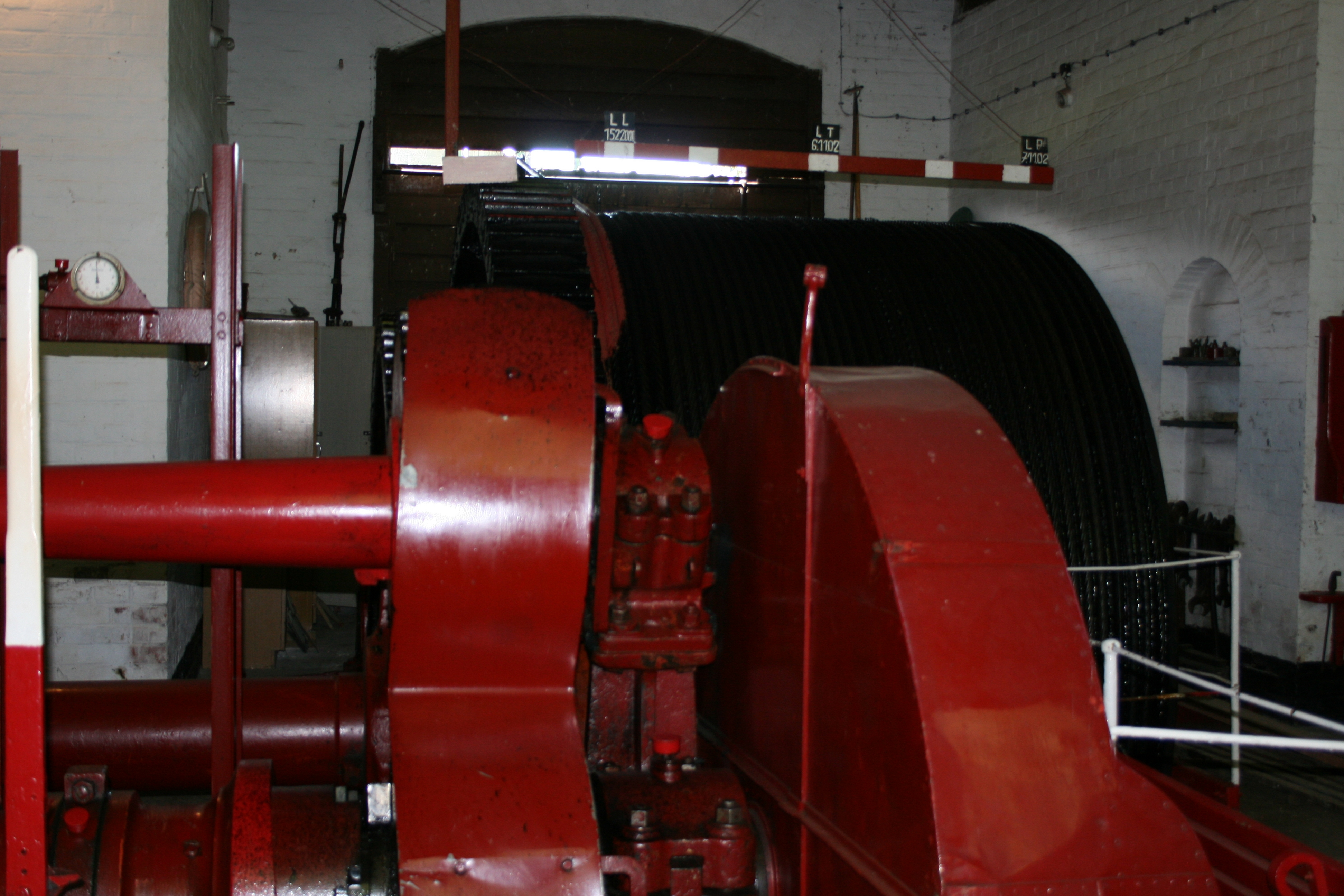
Untersetzungsgetriebe und Seiltrommel im Maschinenhaus von Kąty
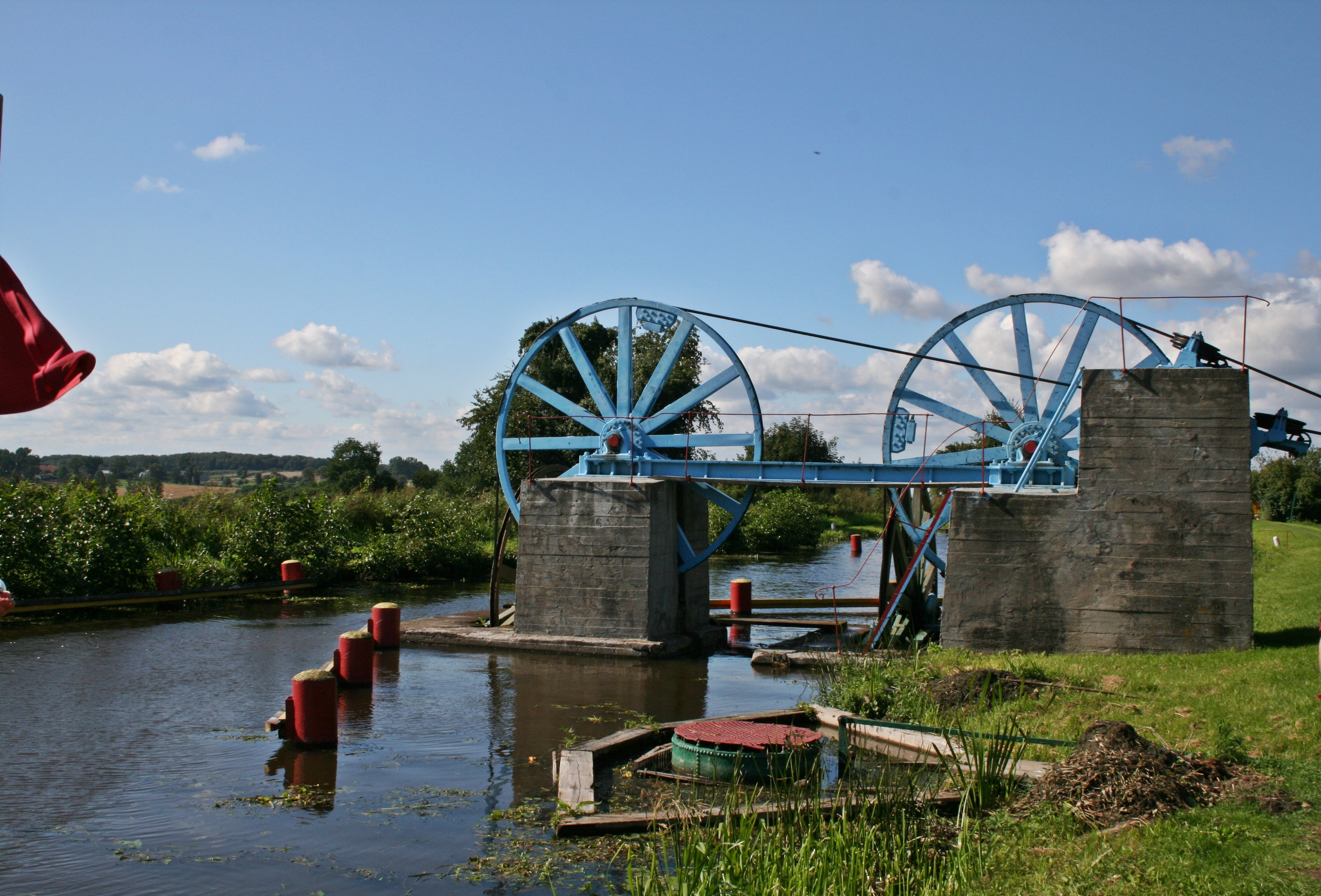
Seilscheiben zur Umlenkung des Stahlseiles am Ende des Rollberges in Kąty

## Wirtschaftliche Bedeutung des Kanals

### Auslastung
Mit dem Bau des Oberländischen Kanals war ein schnellerer und rentablerer Transport der zum Export bestimmten landwirtschaftlichen Erzeugnisse des Oberlandes verbunden, wie Holz, Tierfelle und Langholzkiefern aus Taberbrück (Tabórz), die als Masten im Schiffbau gefragt waren. Nach Inbetriebnahme des Kanals im Jahr 1860 passierten täglich etwa zwölf bis zwanzig Schiffe den Kanal. Steenke notierte 1862 in seinem Tagebuch, dass es an einem Tag sogar 57 Schiffe waren.
Seit dem Bau einer Eisenbahnlinie erfolgte ab 1893 ein allmählicher Rückgang in der Auslastung. Während 1913 noch Waren im Gewicht von 107.486 Tonnen über den Kanal transportiert wurden, waren es 1920 nur noch 69.481 Tonnen, 1925 34.951 Tonnen, während das Transportvolumen 1927 wieder auf 49.778 Tonnen anstieg.

### Tourismus
Der Kanal wurde schon bald nach der Inbetriebnahme wegen seiner technischen Besonderheiten und der idyllischen Landschaft ein Ausflugsziel.
Bereits 1864, noch vor dem Bau der fünften geneigten Ebene, bereiste Bernhard Olbert aus heimatkundlichem Interesse den Kanal und publizierte eine Beschreibung seiner Reise.
1901 beschrieb Robert Dorr in einem Reiseführer über die Region um Elbing die Anfänge der Touristik, wobei die Reisenden zunächst als Passagiere auf den Lastschiffen mitfuhren:

„… Diese auf dem Kanal schwimmenden Dampfschiffe gehören der Firma A. Zedler. Es ist vorteilhaft, wenn man vorher genau nachfragt, und auch den Kapitän des auserwählten Schiffes bittet, dass er die nötigen Lebensmittel und Getränke für die Passagiere mitnimmt, denn die Schiffe dienen dem Transport von Waren. Später beginnen wir die Reise um 5 Uhr Morgens, beispielsweise mit dem Dampfschiff Bertha fahrend, anfangs auf dem Elbingfluss und dann über den ganzen Drausensee. […] Noch weiter geht das Fahrwasser in einen Kanal über, der an einer Seite einen Weg zum Schleppen besitzt, verlaufend auf dem Wall mit Weiden. Hinter den Wällen erstrecken sich weite Schilf- und Binsenflächen. Eine solche Landschaft reicht bis Kleppe, wo die erste geneigte Ebene in Neu Kussfeld auftaucht. Dann kommen die nächsten geneigten Ebenen, von den Einheimischen Berge auf Rädern genannt, in Hirschen, Schönfeld, Kanthen und Buchwalde.“

Erst 1912 begann die professionelle Touristik mit Ausflugsschiffen der Reederei Adolf Tetzlaff aus Osterode. Während der Kanal anfangs vor allem für Schul- und Betriebsausflüge unter heimatkundlichem oder technischem Aspekt genutzt wurde, kamen immer mehr Individualreisende hinzu, sodass der touristische Anreiz durch den Bau von Gasthäusern und organisierte Reisen mit Ausflügen in die Umgebung gesteigert wurde. Das Touristikgeschäft erwies sich in den Jahren nach dem Ersten Weltkrieg als lukrativ, sodass die Flotte der Ausflugsschiffe erweitert wurde. Beispielsweise konnte die 1927 in Betrieb genommene MS Konsul mit einer Länge von 30 m und einer Breite von 4,25 m 185 Personen aufnehmen und erreichte eine Spitzengeschwindigkeit von 25 km/h. Bereits 1920 entstand ein Konkurrenzunternehmen, die Reederei Munter aus Saalfeld.

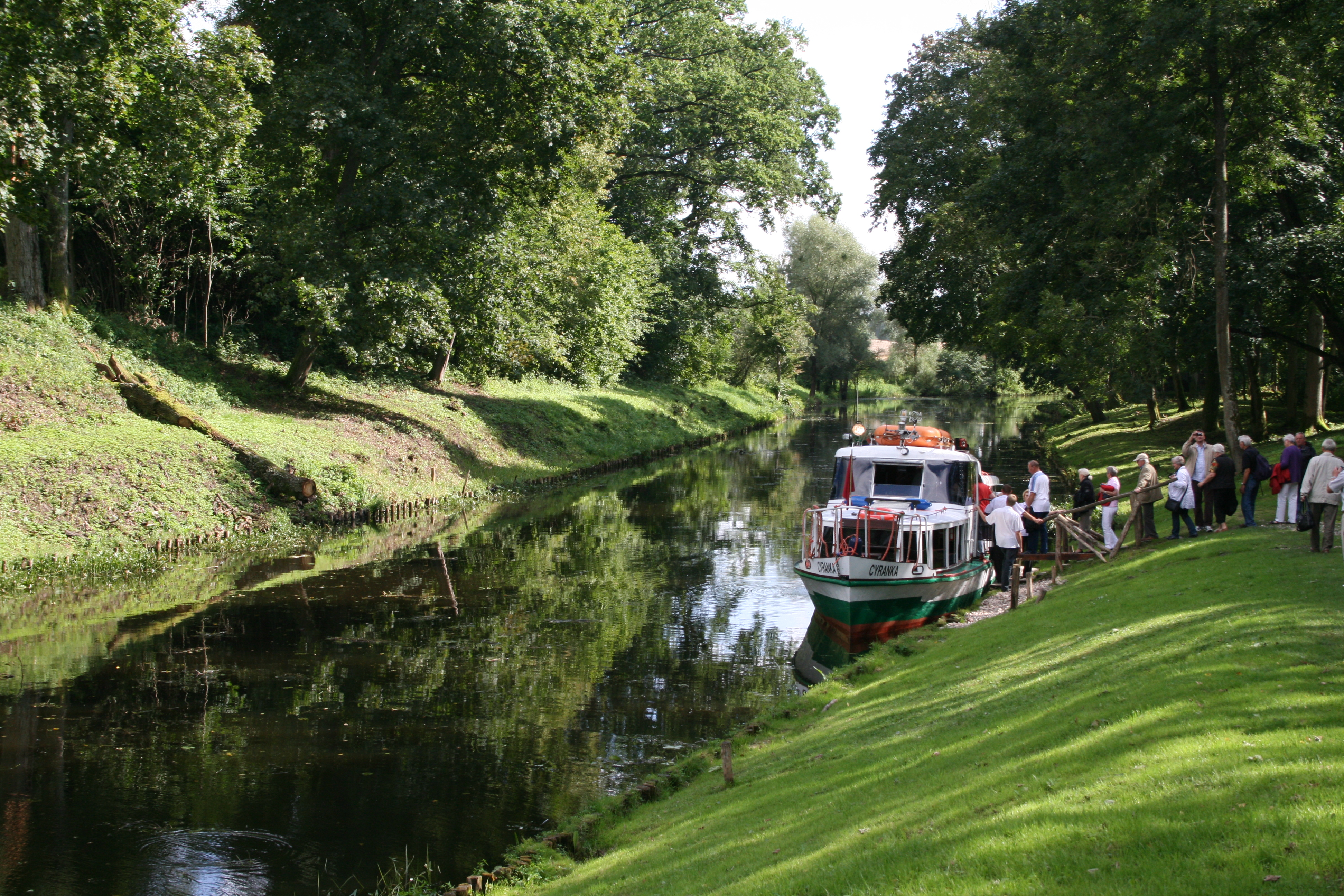
Das Passagierschiff Cyranka an einer Anlegestelle unweit der geneigten Ebene in Buczyniec (Buchwalde)

Im Verlauf des Zweiten Weltkriegs wurde die Schifffahrt auf dem Kanal eingestellt, 1948 aber auf Betreiben des Reeders Tetzlaff (1888–1952) wieder aufgenommen, nachdem eine Eisenbahnreparaturwerkstatt als Ersatz für das zerstörte Antriebsrad der geneigten Ebene in Buchwalde ein neues hergestellt hatte. Trotzdem wurde dem Tourismus auf dem Kanal in den Folgejahren nur wenig Aufmerksamkeit geschenkt. Diese Situation änderte sich erst ab 1992, als die Stadt Ostróda den Betrieb des Kanals und den Schutz des Ökosystems in der Kanalumgebung übernahm.
Der Kanal wird wieder fahrplanmäßig von Ausflugsschiffen befahren, wobei insbesondere die geneigten Ebenen eine Touristenattraktion sind und jährlich von mehr als 30.000 Passagieren (Stand um 1999) mit seitdem zunehmender Tendenz überquert werden. Der Betrieb ruht im Winterhalbjahr ab Ende September bis zum 1. Mai.
Wegen Renovierung konnte der Kanal 2013 und 2014 nur auf Teilstrecken befahren werden.